# Probopyrus alcocki
Probopyrus alcocki är en kräftdjursart som först beskrevs av Goverdhan Lal Chopra 1923.  Probopyrus alcocki ingår i släktet Probopyrus och familjen Bopyridae. Inga underarter finns listade i Catalogue of Life.